# Сибагатуллина, Полина Рашитовна
Поли́на Раши́товна Сибагату́ллина (в первом замужестве — Ефимо́вич; также известна как Мада́м Поли́на; 29 декабря 1976, Нижневартовск) — российская актриса, телеведущая, театральный педагог, юмористка, комик, поэтесса, фотограф и экономист по образованию.
Участница проекта «Comedy Woman» (2008—2015), бывшая участница команд КВН «Сборная Санкт-Петербурга» и «Сборная СССР».

## Биография
Училась в МОСШ № 5 города Нижневартовска. Мама Полины — учительница русского языка и литературы, а отец — буровой мастер. Есть сестра и двое племянников. В Санкт-Петербург приехала поступать в Торгово-экономический институт, который успешно окончила (защита диплома по срокам совпадала с подготовкой к 1/4 финала). Первый раз на сцену вышла в 4-м классе. Увлекается чтением и профессионально занимается фотографией.
С 10-го класса играет в КВН. В составе команды КВН «Сборная Санкт-Петербурга» участвовала в трёх сезонах Высшей Лиги (1999, 2002, 2005). В 2003—2004 годах играла в команде КВН «Сборная СССР». В 1998 году в составе команды КВН «Сборная Санкт-Петербурга» стала обладателем Кубка Москвы. В 1999 году была удостоена звания «Мисс КВН». В 2000 году в составе команды КВН «Сборная Санкт-Петербурга» на Юрмальском фестивале «Голосящий КиВиН 2000» завоевала Малый КиВиН. В 2003 году в составе команды КВН «Сборная СССР» завоевала Летний кубок КВН.
В телешоу «Comedy Woman» Сибагатуллина принимала участие со дня основания в 2008 году. Играла роль югославской поэтессы, «светской алкогольвицы» из Питера Мадам Полины. Мадам Полина родилась в сарае в городе Сараево, любит выпить и зарабатывает на жизнь писательством. Полина писала стихи для «Comedy Woman». Осенью 2015 года Полина Сибагатуллина ушла из Comedy Woman. Причиной ухода из шоу стало личное желание Полины.
В 2007—2010 годах вместе с Виктором Васильевым и Дмитрием Хрусталёвым играла в спектакле «Игра втроём», поставленном по мотивам одноимённой пьесы драматурга Эмиля Брагинского.
В 2016 году сыграла одну из главных ролей в мюзикле «Приключения барона Мюнхгаузена», поставленном Театром Эстрады
После ухода из телешоу Comedy Woman Полина занялась педагогической работой. В настоящее время она преподает актёрское мастерство особенным детям в благотворительном инклюзивном кинотеатральном проекте «ВзаимоДействие». Спектакль «История одной Золушки», поставленный Полиной Сибагатуллиной в качестве педагога благотворительного инклюзивного кинотеатрального проекта «ВзаимоДействие», попал в лонг-лист российской национальной театральной премии «Золотая маска».

## Личная жизнь
Разведена. В 2001-2010 годах была замужем за бывшим режиссёром шоу «Comedy Woman» Дмитрием Ефимовичем. Детей нет.

## Фильмография
| Год  |   | Русское название              | Оригинальное название                       | Роль                   |
| ---- | - | ----------------------------- | ------------------------------------------- | ---------------------- |
| 2005 | с | Милицейская академия          | Милицейская академия                        |                        |
| 2011 | ф | Самый лучший фильм 3-ДЭ       | Самый лучший фильм 3-ДЭ                     | селебрити              |
| 2012 | ф | Астерикс и Обеликс в Британии | Astérix et Obélix: Au Service de Sa Majesté | Мисс Макинтош (дубляж) |

## Участие в телепередачах
- «КВН»
- «Comedy Woman»
- «Угадай мелодию»
- «Такси»
- «Cosmopolitan Видеоверсия»
- «Вне игры»